# James Yate Johnson
James Yate Johnson (1820, à Kendal, Westmorland - 2 février 1900, à Funchal) est un naturaliste britannique.

## Biographie
Johnson vit à Madère à partir de 1851 environ, étudie les poissons marins, les crustacés, les anémones de mer et les éponges et les araignées terrestres, les plantes à fleurs et les mousses. Il collecte des spécimens pour d'autres naturalistes; par exemple, George Busk, qui en 1859 écrit "Zoophytology: On some Madeiran Polyzoa ". Recueilli par J. Yates Johnson, Esq. dans le Quarterly Journal of Microscopical Science, vol. 7, p. 65–67. Il découvre Halargyreus johnsonii et Melanocetus johnsonii lors de son séjour à Madère.
Johnson explore les grottes de São Vicente après avoir été informé de leur existence par les habitants de Madère en 1885. Les grottes sont ouvertes au public le 1er octobre 1996, l'une des premières grottes d'origine volcanique à être ouverte au public au Portugal.
Il est le fils de John Henry Johnson et d'Ann Yate, également frère de John Henry Johnson (avocat en brevets).